# Amnésie (nouvelle)
Amnésie  (titre original : Lost Memory) est une nouvelle de science-fiction de Peter Phillips.

## Parutions

### Parutions aux États-Unis
La nouvelle est parue dans Galaxy Science Fiction no 20, en mai 1952.
Elle a par la suite été publiée à de nombreuses reprises dans divers recueils ou anthologies.

### Parutions en France
La nouvelle a été publiée en France en 1954 sous le titre Tu m'as renié par trois fois dans Galaxie, première série, n°13.
Elle a ensuite été publiée dans l'anthologie Histoires de robots, qui a fait l'objet de plusieurs rééditions en 1976, 1978, 1984, 1986 et 1997.

### Parutions dans d'autres pays
La nouvelle a été publiée :
- au Japon sous le titre 失われた記憶 (1957) ;
- en Allemagne sous le titre Fehldiagnose (1958).

## Résumé
Deux robots conversent : on vient de trouver un autre robot. Mais quelque chose cloche : il semble blessé et s'exprime étrangement. Le premier robot est un médecin, le second est un reporter. Les deux robots s'approchent du robot qu'ils vont examiner : celui-ci s'exprime bizarrement.
Le lecteur comprend vite qu'il ne s'agit pas d'un robot blessé, mais d'un être humain à l'intérieur de son scaphandre spatial. Ses instruments sont cassés et il ne peut pas se mouvoir : seule sa radio fonctionne. Le robot-médecin, après une conversation avec l'humain qu'il prend pour un robot, décide d'intervenir : armé d'un puissant chalumeau, il s'attaque à la paroi du scaphandre, qu'il considère comme n'étant que la couche externe d'un confrère robot. Mais une fois l'épaisseur du scaphandre percée, et malgré les suppliques de l'homme qui comprend que si cela continue, il va mourir carbonisé, le robot-médecin continue. La paroi est percée, l'homme hurle de plus en plus, avant de cesser, mort.
Le robot-médecin est étonné : une fois qu'on a enlevé, de l'intérieur du mystérieux robot, une étrange matière noirâtre à base de carbone, qui servait sans doute d'« isolant », on ne trouve rien d'autre. Mais comment ce « robot » pouvait-il penser, argumenter, supplier, sans avoir aucun système de pensée ? Tout cela est bien incompréhensible…